# 命長ければ恥多し
「命長ければ恥多し」（いのちながければはじおおし）は、「長生きをすると、恥辱となることも多くなる」という意味の故事成語。「長生きすれば恥多し」などともいい、四字熟語の形で「寿則多辱」ともいう。
長生きをすることは、必ずしもめでたいことでもない、年寄りは恥をかかねいよう努めるべし、といった意味で説明されることもあるが、原典である『荘子』で語られるエピソードは、そのように長寿を軽視する見方を、小賢しい浅はかな考えだとしている。

## 『荘子』の記述
原典とされているのは、『荘子』天地篇に伝えられた、中国神話上の人物で五帝のひとりである堯の、即位前のエピソードである。

堯觀乎華，華封人曰：「嘻，聖人！請祝聖人，使聖人壽！」堯曰：「辭。」「使聖人富！」堯曰：「辭。」「使聖人多男子！」堯曰：「辭。」封人曰：「壽、富、多男子，人之所欲也。汝獨不欲，何邪？」堯曰：「多男子則多懼，富則多事，壽則多辱。是三者，非所以養德也，故辭。」封人曰：「始也我以汝爲聖人邪，今然君子也。天生萬民，必授之職。多男子而授之職，則何懼之有！富而使人分之，則何事之有！夫聖人，鶉居而鷇食，鳥行而无彰；天下有道，則與物皆昌；天下无道，則脩德就閒；千歲厭世，去而上僊；乘彼白雲，至于帝鄉；三患莫至，身常无殃，則何辱之有！」封人去之。堯隨之，曰：「請問。」封人曰：「退已！」

（大意）

　堯が華に出かけたとき、華の役人が言った。「嬉しい、聖人だ。聖人を祝福させてください。聖人が長生きしますように」。堯は「断る」と応じた。「聖人が富に恵まれますように」と言うと、堯は「断る」と応じた。「聖人に男子が多く生まれますように」にも、「断る」と応じた。役人は「長寿、富、多くの男子は、人が欲することなのに、なぜですか」と言うのに対し、堯は「男子が多いと心配も多く、富があれば多事になり、長生きすると辱めも多い。この三者は徳を養うものではないので、断る」と答えた。役人は「はじめ、私はあなたを聖人だと思ったのですが、今伺うと君子ですね。世に生まれる万民には、必ず天職が与えられます。男子が多くても、職は得られますから、心配はいりません。富は人々に分けて使えば、何ということもありません。聖人は鶉のように居場所を定めず、ひな鳥のよう食べ、飛び回って足跡を残しません。天下に道があれば、すなわち皆うまくゆき、天下に道が無ければ、自分を弁えて静かに過ごし、千年経ってこの生が嫌になったら、世を去って天高く上り、白雲に乗って帝の世界に行きます。三つの憂いもなく、自分の身に害悪が無いなら、何の辱めがあるでしょうか」と言って去ろうとした。堯は後を追い、「伺いたいことがあります」と言ったが、役人は「もう帰れ」と言った。

## 『徒然草』の記述
兼好法師は『徒然草』第七段に「命長ければ恥おほし」ないし「命長ければ辱おほし」と記し、長くても40歳くらいで死ぬのを目安とすべきだと述べ、長生きを必ずしもよいものと考えていなかった。こう記した頃、兼好は既に40代後半であったと考えられ、その後、70歳を超えるまで生きた。